# Loaded (Ricky Martin)
Loaded è il terzo ed ultimo singolo ad essere estratto dall'album Sound Loaded del cantante portoricano Ricky Martin. Il singolo è stato pubblicato nel 2001, ha ottenuto un deludente riscontro di pubblico.

## Tracce
UK CD Single
1. Loaded
2. Robbie Rivera - Diskofied Vocal Mix
3. Can 7 - Dame Mas Fairground Mix
4. Loaded - CD-Rom Video

Mexico CD Single
1. Loaded
2. Dame Mas (Loaded)

CD Remix
1. Loaded
2. Loaded (Fused - Re-Loaded Mix) (Previously Unreleased Non-Al
3. Loaded (Monetshot - Edit) (Previously Unreleased Non-Album T
4. Loaded (Can 7 - Radio Flag Mix) (Previously Unreleased Non-A
5. Loaded (Robbie Rivera - Vocal Mix) (Previously Unreleased No
6. Nobody Wants to Be Lonely (Jazzy Remix Radio Edit)

## Classifiche
| Paese            | Posizione massima |
| ---------------- | ----------------- |
| Belgio (Fiandre) | 15                |
| Germania         | 74                |
| Italia           | 22                |
| Olanda           | 80                |
| Regno Unito      | 19                |
| Spagna           | 18                |
| Stati Uniti      | 97                |
| Svezia           | 14                |
| Svizzera         | 87                |